# 玉助
玉助（たますけ）は必殺シリーズの登場人物。初登場作品は『必殺仕事人IV』。梅津栄が演じた。

## 人物
西順之助を追い駆け回す、ゲイのストーカーである。順之助からは「おじさん」と呼ばれている。
順之助に一目惚れして、突然現れては逃げる彼を追い駆け回し、抱き付いたりしていた。順之助の事を「順ちゃん」と呼んでいる。職業は女性向けの化粧品「玉の肌」を売り歩く広目屋（現代で言う所の看板職。サンドイッチマン）で、『必殺仕事人Ⅳ』の初期は江戸の街で宣伝する場面が描かれたが、そうした描写は次第に見られなくなった。
しつこい反面、実は腕っ節が強い。順之助に絡んだチンピラを峰打ちで追い払ったり（『必殺仕事人V』第15話）、他のオカマが順之助に近付くと、すさまじい剣幕で相手を殴り飛ばす（『仕事人V』第17話）など、ナヨナヨとした印象からはとても想像の付かない意外な面を多く持ち合わせている。
性格はそれなりに繊細で傷つきやすく、順之助を慕う女の子から自身の順之助への片思いを「不潔」と中傷され、素に戻って罵声を浴びせたりすることも（『仕事人IV』第41話）。何でも屋の加代（鮎川いずみ）に順之助との恋路（無論、玉助の一方的な勘違い）を邪魔されると度々、口論となる。『仕事人V』からは順之助の許婚のお新（灘陽子）とのやり取りが、お茶の間の笑いを誘った。
『仕事人IV』では割と普通に登場していたが、『必殺仕事人V』からは神出鬼没となり、旅先の湯船の中や土の中からの出現、実在した偉人に扮装して登場と言うように、度を越えたコメディー寄りのキャラとなっていた。許婚として、必要以上に順之助の世話を焼きたがる、お新との張り合いなども激しくなっていた。順之助と間違えて、筆頭同心 田中（山内としお）に言い寄ったこともある（『仕事人V』第5話）。その際はまんざらでもなかったようで、田中に「かわいい」と好感を抱いたものの、田中は引き気味であった。
『仕事人V』の最終回で、西洋医学所の試験に合格した順之助を素直に祝福しながらも、別れを惜しんでいた。

## 解説
ほとんどコメディーキャラクターで、その経緯は特に劇中で語られていない。この頃の必殺仕事人シリーズのコメディーは「"せん"と"りつ"の中村主水へのいびり」「筆頭同心 田中の主水へのいびり」そして「順之助のストーカー、玉助」とバラエティー色が強くなっていた。
梅津は前作『必殺仕事人III』で2回、ゲスト出演しており、特に2回目はオカマ役であった。(第37話。芝居役者与五郎役)それが好評で、レギュラー出演となり、玉助のモチーフとなっている。
順之助が再度、登場した『必殺仕事人V・旋風編』には登場しなかったが、同様のコンセプトの人物として、千代松（遠藤太津朗）がいた。

## 必殺仕事人Vでの変装による登場シーン
- 女装 - 第2話
- 順之助の塾の席の下から自分の似顔絵を掲げて登場 - 第４話
- 旅先、順之助が入浴中の浴槽の中から登場 - 第6話
- 土の中から登場 - 第7話
- 木枯らし紋次郎に変装 - 第10話
- 亀に変装 - 第11話
- 順之助の塾の生徒に変装 - 第12話
- 寺の坊主に変装 - 第13話
- 樽の中から登場 - 第14話
- 鞍馬天狗に変装 - 第15話
- 怪我人の振りをして、順之助宅に侵入 - 第16話
- 木阿弥に変装 - 第19話
- 相撲取りに変装 - 第20話
- 老婆に変装 - 第21話
- 紫陽花の中に紛れていた - 第22話
- 松田屋お聖（松田聖子）に変装 - 第23話
- 順之助の夢の中に登場し、乙姫の格好をしながら登場 - 第25話
- ブラウン一味の服装を模倣 - 映画『必殺! ブラウン館の怪物たち』

## 登場作品

### テレビ シリーズ
- 必殺仕事人IV（1983年）
- 必殺仕事人V（1985年）

### スペシャル
- 年忘れ必殺スペシャル 仕事人アヘン戦争へ行く 翔べ!熱気球よ香港へ（1984年）
- 必殺仕事人意外伝 主水、第七騎兵隊と闘う 大利根ウエスタン月夜（1985年）

### 映画
- 必殺! ブラウン館の怪物たち（1985年）